# Glenognatha smilodon
Glenognatha smilodon là một loài nhện trong họ Tetragnathidae.
Loài này thuộc chi Glenognatha. Glenognatha smilodon được miêu tả năm 1994 bởi Bosmans & Bosselaers.